# Stenobatyle gracilis
Stenobatyle gracilis är en skalbaggsart som beskrevs av Chemsak 1980. Stenobatyle gracilis ingår i släktet Stenobatyle och familjen långhorningar. Inga underarter finns listade i Catalogue of Life.